# Calema
Calema è un duo musicale saotomense formatosi nel 2011. È costituito dai fratelli António e Fradique Mendes Ferreira.

## Storia del gruppo
Di origini portoghesi, sono saliti alla ribalta grazie al terzo album in studio A.N.V., che ha raggiunto la 3ª posizione ed ha trascorso 80 settimane nella classifica dei dischi della Associação Fonográfica Portuguesa, venendo certificato d'oro con oltre 7 500 unità in Portogallo. Nel 2019 hanno preso parte al Festival da Canção, il processo di selezione eurovisiva portoghese, presentando A dois. Grazie ai voti ottenuti sono riusciti a qualificarsi per la finale, dove sono terminati al 6º posto con 11 punti. Nello stesso anno è stato messo in commercio l'album dal vivo A.N.V (Live no Campo Pequeno), che anch'esso ha riscosso popolarità poiché si è collocato alla 3ª posizione della classifica nazionale, risultando a fine anno il 34º più venduto in termini di vendite fisiche e digitali.
L'anno successivo è stato presentato il singolo Te amo, che è divenuta una hit, raggiungendo la top five della hit parade dei singoli, venendo certificato diamante con oltre 100 000 unità vendute e conquistando l'11ª posizione della classifica annuale. Il brano è incluso nel quarto album in studio Yellow, che si è imposto alla vetta della graduatoria nazionale e che è stato il 14º più venduto dell'intero anno. Il successo ottenuto dal disco è stato sufficiente a garantire al duo tre candidature agli MTV Africa Music Awards, tra cui una nella categoria Artista dell'anno. Te amo ha trovato successo anche in Francia tra il 2022 e il 2023, dove la SNEP ha assegnato una certificazione di diamante al pezzo.

## Discografia

### Album in studio
- 2010 – Ni mondja anguené
- 2014 – Bomu kêlê
- 2017 – A.N.V.
- 2020 – Yellow
- 2024 – Voyage (Part II)
- 2024 – Voyage (Part III)

### Album dal vivo
- 2019 – A.N.V (Live no Campo Pequeno)
- 2025 – Voyage Tour: Live in MEO Arena

### EP
- 2024 – Voyage (Part I)

### Raccolte
- 2023 – Best Of

### Singoli
- 2015 – Tudo por amor (feat. Kataleya)
- 2016 – Da mé da mé
- 2017 – A nossa vez
- 2017 – Vai
- 2017 – Faz o verão chegar
- 2018 – Saudades
- 2018 – Sombra
- 2019 – A dois
- 2019 – Fara mbê (Football Together)
- 2019 – Presa (feat. Batuta)
- 2019 – Abraços
- 2020 – Te amo
- 2020 – Consciência (feat. Simone & Simaria)
- 2020 – O nosso amor (con Soraia Ramos)
- 2020 – Bom noba (feat. Karyna Gomes)
- 2021 – Kua buaru (feat. Pérola, Soraia Ramos & Manecas Costa)
- 2022 – Onde anda (con Zé Felipe)
- 2022 – Frágil (con gli Anjos)
- 2022 – Toca a todos
- 2023 – A nossa dança/Notre danse
- 2023 – Maria Joana (con Nuno Ribeiro e Mariza)
- 2023 – Perfume
- 2024 – Emmène moi
- 2024 – Viagem
- 2024 – Dis-le moi (con Tayc)
- 2024 – Distinu (con Dino D'Santiago)
- 2024 – Amar pela metade/Aimer à moitié (solo o con Tayc)
- 2024 – Cadencer (con Céphaz)
- 2024 – Habiba (con Nej)
- 2024 – Estrelas nos olhos/Des étoiles dans les yeux
- 2025 – Respirar (con Sara Correia)
- 2025 – Leva tudo (con Dilsinho)